# Tiểu hành tinh Atira

Nhóm Tiểu hành tinh Atira (Apohele) khi so sánh với quỹ đạo của các hành tinh đất đá trong Hệ Mặt Trời.

Tiểu hành tinh Atira hay tiểu hành tinh Apohele, cũng được biết đến là các Thiên thể Bên trong Trái Đất (IEOs), là các tiểu hành tinh có quỹ đạo hoàn toàn nằm bên trong quỹ đạo của Trái Đất, tức là, quỹ đạo của chúng có điểm viễn nhật (điểm xa Mặt Trời nhất) nhỏ hơn điểm cận nhật của (điểm gần Mặt Trời nhất) của Trái Đất, tức 0.983 Đơn vị thiên văn (AU). Các tiểu hành tinh Atira cho tới hiện nay là nhóm vật thể gần Trái Đất nhỏ nhất, so với các tiểu hành tinh Aten, Apollo và Amor.
Tiểu hành tinh Atira hoài nghi đầu tiên là 1998 DK36, và cái được xác nhận đầu tiên là 163693 Atira vào năm 2003. Có 18 cái đang hoài nghi, trong đó 15 cái có quỹ đạo đã biết, trong đó sáu cái đã được quyết định với độ chính xác vừa đủ để nhận được con số chính thức (xem Tiểu hành tinh Atira § List bên dưới). Thêm 58 thiên thể nữa (không được liệt kê) có điểm viễn nhật nhỏ hơn điểm viễn nhất của Trái Đất (1.017 AU). Cơ quan Near Earth Object Surveillance Satellite có ý định tìm kiếm thêm.
Hầu hết do phương pháp tìm kiếm được sử dụng để tìm tiểu hành tinh nên hiện giờ vẫn không biết có tiểu hành tinh nào có quỹ đạo nằm bên trong của Sao Kim hay Sao Thủy.
Không có một cái tên chính thức nào cho nhóm này. Cái tên Apohele được đề xuất bởi người phát hiện ra 1998 DK36, và là từ Tiếng Hawaii mang nghĩa quỹ đạo; nó được chọn một phần bởi vì điểm tương đồng của nó với từ aphelion (điểm viễn nhật) và helios (mặt trời). Các tác giả khác thì lấy cái tên Inner Earth Objects (IEOs - Các thiên thể bên trong Trái Đất). Trong khi đó những người khác, tuân theo nguyên tắc đặt tên chung cho một nhóm tiểu hành tinh mới theo thành viên đầu tiên được công nhận của nhóm đó, sử dụng cái tên tiểu hành tinh Atira.

## Danh sách
| Designation              | Perihelion (AU) | Semi-major axis (AU) | Aphelion (AU) | Eccentricity | Inclination (°) | Period (days) | Observation arc (days) | (H)  | Diameter(A) (m) | Discoverer                     | Ref          |
| ------------------------ | --------------- | -------------------- | ------------- | ------------ | --------------- | ------------- | ---------------------- | ---- | --------------- | ------------------------------ | ------------ |
| Mercury (for comparison) | 0.307           | 0.3871               | 0.467         | 0.2056       | 7.01            | 88            | NA                     | -0.6 | 4,879,400       | NA                             |              |
| Venus (for comparison)   | 0.718           | 0.7233               | 0.728         | 0.0068       | 3.39            | 225           | NA                     | -4.5 | 12,103,600      | NA                             |              |
| 1998 DK36                | 0.404           | 0.6923               | 0.980         | 0.4160       | 2.02            | 210           | 1                      | 25.0 | 35              | David J. Tholen                | MPC          |
| 163693 Atira             | 0.502           | 0.7411               | 0.980         | 0.3221       | 25.62           | 233           | 5192                   | 16.3 | 4,800+1,000(B)  | LINEAR                         | List         |
| (164294) 2004 XZ130      | 0.337           | 0.6176               | 0.898         | 0.4546       | 2.95            | 177           | 3564                   | 20.4 | 300             | David J. Tholen                | List         |
| (434326) 2004 JG6        | 0.298           | 0.6352               | 0.973         | 0.5312       | 18.94           | 185           | 4035                   | 18.4 | 740             | LONEOS                         | List         |
| (413563) 2005 TG45       | 0.428           | 0.6814               | 0.935         | 0.3722       | 23.33           | 205           | 4295                   | 17.6 | 1,100           | Catalina Sky Survey            | List         |
| 2013 JX28 (=2006 KZ39)   | 0.262           | 0.6008               | 0.940         | 0.5642       | 10.76           | 170           | 2893                   | 20.1 | 340             | Mount Lemmon Survey Pan-STARRS | MPC          |
| 2006 WE4                 | 0.641           | 0.7847               | 0.928         | 0.1829       | 24.77           | 254           | 4081                   | 18.9 | 590             | Mount Lemmon Survey            | MPC          |
| (418265) 2008 EA32       | 0.428           | 0.6159               | 0.804         | 0.3050       | 28.26           | 177           | 3126                   | 16.5 | 1,800           | Catalina Sky Survey            | List         |
| (481817) 2008 UL90       | 0.431           | 0.6950               | 0.959         | 0.3798       | 24.31           | 212           | 3441                   | 18.7 | 650             | Mount Lemmon Survey            | List         |
| 2010 XB11                | 0.288           | 0.618                | 0.948         | 0.5339       | 29.88           | 177           | 1811                   | 19.9 | 450             | Mount Lemmon Survey            | MPC          |
| 2012 VE46                | 0.455           | 0.7129               | 0.971         | 0.3615       | 6.67            | 220           | 1135                   | 20.2 | 320             | Pan-STARRS                     | MPC          |
| 2013 TQ5                 | 0.653           | 0.7737               | 0.894         | 0.1556       | 16.40           | 249           | 805                    | 19.8 | 390             | Mount Lemmon Survey            | MPC          |
| 2014 FO47                | 0.548           | 0.7521               | 0.956         | 0.2711       | 19.20           | 238           | 1407                   | 20.3 | 310             | Mount Lemmon Survey            | MPC          |
| 2015 DR215               | 0.352           | 0.6664               | 0.981         | 0.4716       | 4.09            | 199           | 404                    | 20.3 | 310             | Pan-STARRS                     | MPC          |
| 2015 ME131               | 0.645           | 0.8049               | 0.971         | 0.1989       | 28.88           | 264           | 2                      | 19.5 | 450             | Pan-STARRS                     | MPC          |
| 2017 XA1                 | 0.646           | 0.8096               | 0.973         | 0.2016       | 17.18           | 266           | 41                     | 21.2 | 200             | Pan-STARRS                     | MPC          |
| 2017 YH                  | 0.328           | 0.6345               | 0.941         | 0.4824       | 19.83           | 185           | 391                    | 18.5 | 710             | Spacewatch                     | MPC          |
| 2018 JB3                 | 0.485           | 0.6832               | 0.882         | 0.2905       | 40.40           | 206           | 12                     | 17.5 | 1,120           | Catalina Sky Survey            | MPC          |
| 2020 AV2                 | 0,456           | 0,5551               | 0,654         | 0,1779       | 15,89           | 151           | 4                      | 16,3 | 2.000           | Zwicky Transient Facility      | ProjectPluto |

(A) All diameter estimates are based on an assumed albedo of 0.14 (except 163693 Atira, for which the size has been directly measured)
(B) Binary asteroid